# 亚历山大·雷施
亚历山大·雷施（德語：Alexander Resch，1979年4月5日—），德国男子雪橇运动员。他曾代表德国参加2002年、2006年和2010年冬季奥林匹克运动会雪橇比赛，获得一枚金牌和一枚铜牌。